# Luisenstraße 169 (Mönchengladbach)

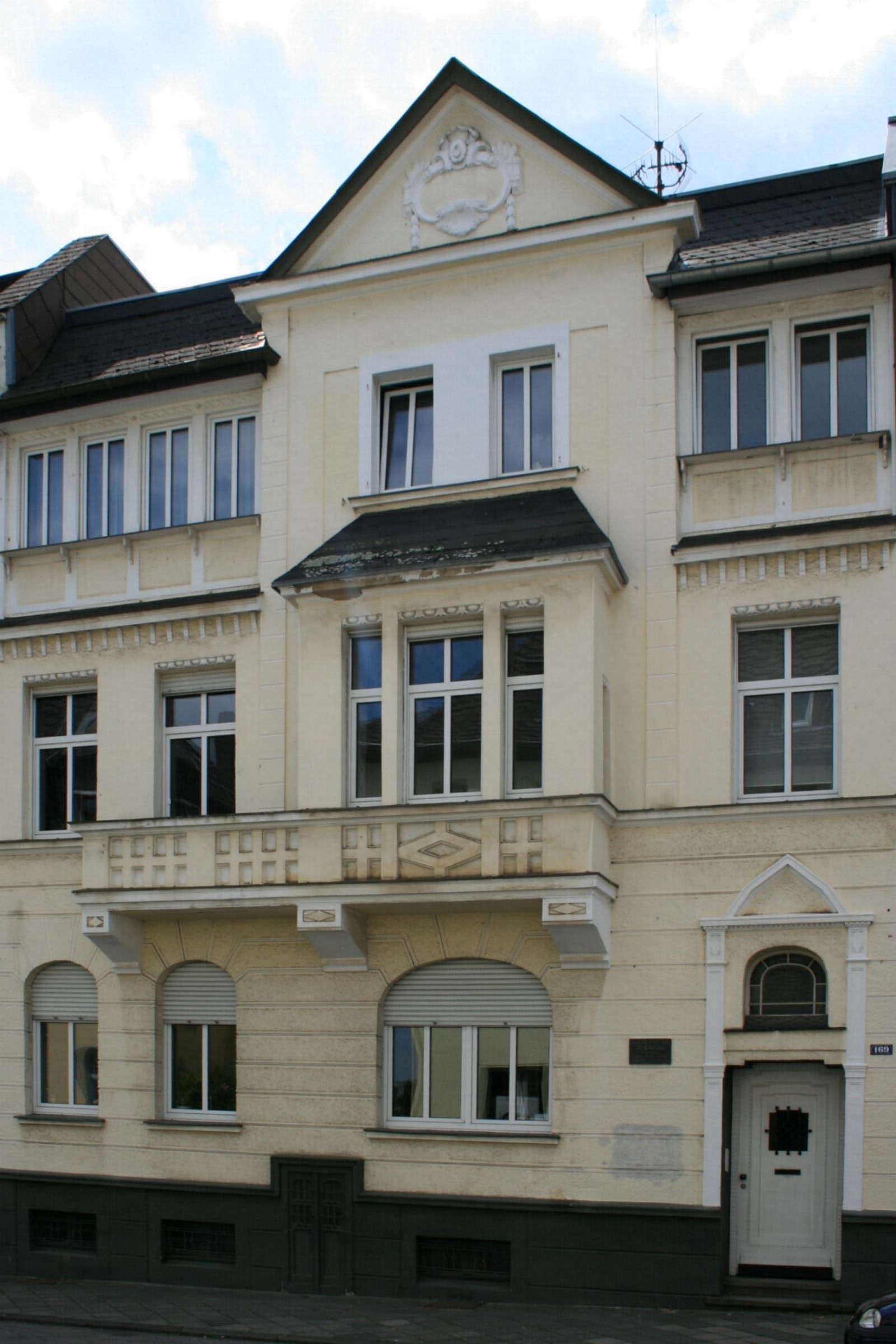
Wohnhaus

Das Wohnhaus Luisenstraße 169 befindet sich in Mönchengladbach (Nordrhein-Westfalen) im Stadtteil Westend.
Das Gebäude wurde 1908 erbaut. Es wurde unter Nr. L 039 am 15. Januar 1998 in die Denkmalliste der Stadt Mönchengladbach eingetragen.

## Lage
Die Luisenstraße liegt unmittelbar südwestlich des historischen Stadtkerns.

## Architektur
Es handelt sich um einen breitgelagerten Putzbau von zwei Geschossen mit ausgebautem Dachgeschoss. Asymmetrische Fassadengliederung unter Betonung eines Wandabschnittes mittels Erker und Dreiecksgiebel.
Die horizontale Betonung übernehmen neben Sockel-, Stockwerk- und Dachgesims die Quaderimitationen des Erdgeschosses und der konsolgestützte Balkon bzw. die Brüstung des Erkers im Obergeschoss. Eine Vertikalbetonung deuten die seitlich einfassenden Lisenen der Giebelachse an.
Die Erschließung des Hauses erfolgt über den rechts angeordneten Eingang mit gesimsverdachtem Oberlicht. Der ungleichwertigen Achsausbildung folgend, öffnen die Fenster in rhythmisierten Abständen die Fassade, wobei sie von geschossweise differierender Form und Ausbildung sind. Stichbogig überdeckt sind die beiden linken Fenster des Erdgeschosses; korbbogig das breitere, rechts flankierende Fenster. Als Hochrechtecke mit scheitrechtem Sturz sind alle Fenster des Obergeschosses (drei einzelne und fünf Erkeröffnungen) ausgebildet; wobei die Öffnungen des Erkers schmaler bzw. auch niedriger (seitlich) dimensioniert sind.
Links im Dachgeschoss eine Reihung vier gleichförmiger, durch eine gemeinsame Sohlbank verbundene Hochrechtecke; rechts und in der Giebelachse in Analogie jeweils zwei weitere Öffnungen. Mit Schlagläden akzentuiert sind die Giebelfenster. Ein schiefergedecktes Mansarddach schließt das Gebäude ab. Die insgesamt verhalten eingesetzte Stuckornamentik beschränkt sich im Wesentlichen auf eine flach aufgetragene Eingangsrahmung, Brüstungsschmuck in Balkon und Erker, Fenstersturzdekor (Obergeschoss) sowie eine Rankenkartusche im Giebelfeld.